# Campeonato Mundial de Patinaje Artístico sobre Hielo de 1997
El LXXXVII Campeonato Mundial de Patinaje Artístico se realizó en Lausana (Suiza) entre el 18 y el 22 de marzo de 1997 bajo la organización de la Unión Internacional de Patinaje sobre Hielo (ISU) y la Federación Suiza de Patinaje sobre Hielo. 
Las competiciones se efectuaron en el Centro de Hielo de Malley de la ciudad helvética. 

## Resultados

### Masculino
| Puesto | Nombre         | País           | Puntos |
| ------ | -------------- | -------------- | ------ |
| Oro    | Elvis Stojko   | Canadá         | 3,0    |
| Plata  | Todd Eldredge  | Estados Unidos | 3,0    |
| Bronce | Alexei Yagudin | Rusia          | 5,5    |

### Femenino
| Puesto | Nombre            | País           | Puntos |
| ------ | ----------------- | -------------- | ------ |
| Oro    | Tara Lipinski     | Estados Unidos | 2,5    |
| Plata  | Michelle Kwan     | Estados Unidos | 3,0    |
| Bronce | Vanessa Gusmeroli | Francia        | 5,0    |

### Parejas
| Puesto | Nombre                           | País     | Puntos |
| ------ | -------------------------------- | -------- | ------ |
| Oro    | Mandy Wötzel / Ingo Steuer       | Alemania | 1,5    |
| Plata  | Marina Yeltsova / Andrei Bushkov | Rusia    | 3,0    |
| Bronce | Oxana Kazakova / Artur Dmitriyev | Rusia    | 6,0    |

### Danza en hielo
| Puesto | Nombre                               | País   | Puntos |
| ------ | ------------------------------------ | ------ | ------ |
| Oro    | Oxana Grishuk / Yevgeni Platov       | Rusia  | 2,0    |
| Plata  | Anzhelika Krylova / Oleg Ovsiannikov | Rusia  | 4,0    |
| Bronce | Shae-Lynn Bourne / Victor Kraatz     | Canadá | 5,8    |

## Medallero
| Núm. | País           | Oro | Plata | Bronce | Total |
| ---- | -------------- | --- | ----- | ------ | ----- |
| 1    | Rusia          | 1   | 2     | 2      | 5     |
| 2    | Estados Unidos | 1   | 2     | 0      | 3     |
| 3    | Canadá         | 1   | 0     | 1      | 2     |
| 4    | Alemania       | 1   | 0     | 0      | 1     |
| 5    | Francia        | 0   | 0     | 1      | 1     |
|      | TOTAL          | 4   | 4     | 4      | 12    |

| Predecesor: Canadá 1996 | Campeonato Mundial de Patinaje Artístico sobre Hielo 1997 | Sucesor: Estados Unidos 1998 |

- Datos: Q673328